# Ceratostylis breviclavata
Ceratostylis breviclavata är en orkidéart som beskrevs av Johannes Jacobus Smith. Ceratostylis breviclavata ingår i släktet Ceratostylis och familjen orkidéer. Inga underarter finns listade i Catalogue of Life.